# Omar Rodriguez Calvo

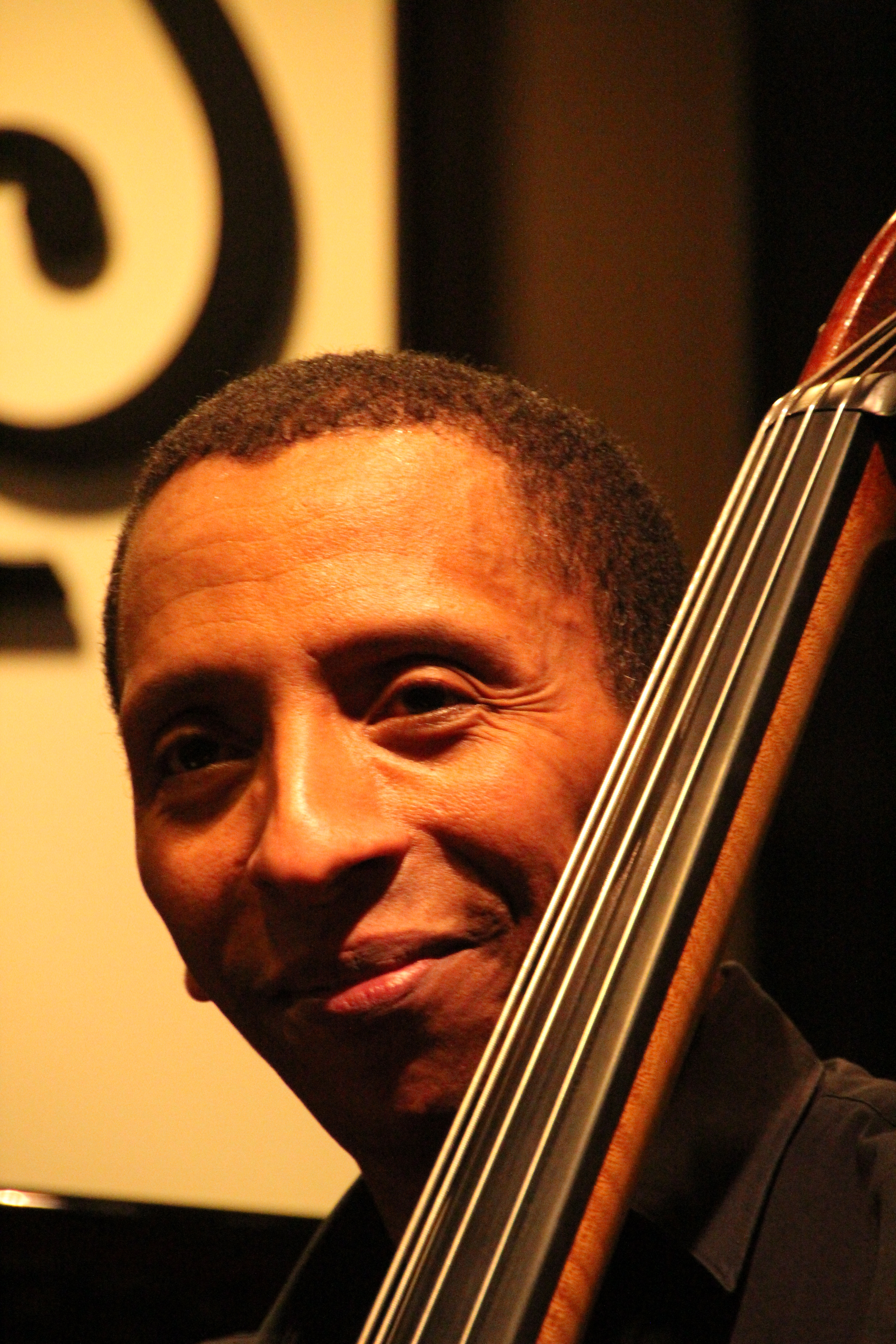
Omar Rodriguez Calvo (2019)

Omar Rodriguez Calvo (* 1973 in Matanzas) ist ein kubanischer Kontrabassist, der vor allem im Bereich des Jazz hervorgetreten ist.

## Leben und Wirken
Rodriguez Calvo erhielt als Kind in seiner Geburtsstadt eine musikalische Ausbildung. Bereits damals spielte er in einer Band mit Ramón Valle und dem Schlagzeuger Ernesto Simpson. Zwischen 1988 und 1994 studierte er in Havanna Kontrabass, E-Bass, klassische und Popularmusik sowie Jazz.
Mit 17 Jahren begann er mit Argelia Fragoso aufzutreten, um später mit Carlos Maza und seit 1992 im Trio von Ramón Valle zu spielen. 1994 zog er nach Hamburg. Von dort aus arbeitete er mit Künstlern wie Joe Gallardo (Latino Blue), Nils Landgren, Julio Barreto, Horacio „El Negro“ Hernández, Perico Sambeat, Roy Hargrove, Mike Stern, Leon Gurvitch, Gerardo Núñez, Chano Domínguez, Ulf Wakenius, Orange Blue, Wolf Kerschek, Anette Maiburg, Diego Piñera, der Formation Classica Cubana und der hr-Bigband (Parcifal Goes Habanna).
Der Pianist Martin Tingvall holte ihn 2003 in das Tingvall Trio, mit dem er weltweit auf Tournee war; er spielte auf allen Alben des Tingvall Trios.  Als Studiomusiker hat er auch mit Daniel Irigoyen,  mit Jan Degenhardt, mit Wolf Biermann, mit Ilukan Y Su Tanda Mayor und mit Sandy Lacera gearbeitet.
Seit 2017 arbeitet er mit dem ebenfalls international erfolgreichen deutschen Jazz-Trio Triosence zusammen.

## Preise und Auszeichnungen
2009 wurde Rodriguez Calvo mit dem Ensemble Classica Cubana den deutschen Musikpreis ECHO Klassik in der Kategorie „Klassik ohne Grenzen“ ausgezeichnet. Mit dem Tingvall Trio 2010 erhielt er einen ECHO Jazz in der Kategorie „Ensemble des Jahres national“. 2011 wurde er gleichfalls mit dem Tingvall Trio mit dem Hamburger Musikpreis HANS in der Kategorie „Hamburger Produktion des Jahres“ ausgezeichnet. 2012 erhielt er mit diesem Trio den ECHO Jazz sowohl in der Kategorie „Ensemble des Jahres national“ als auch als „Live-Act des Jahres“.

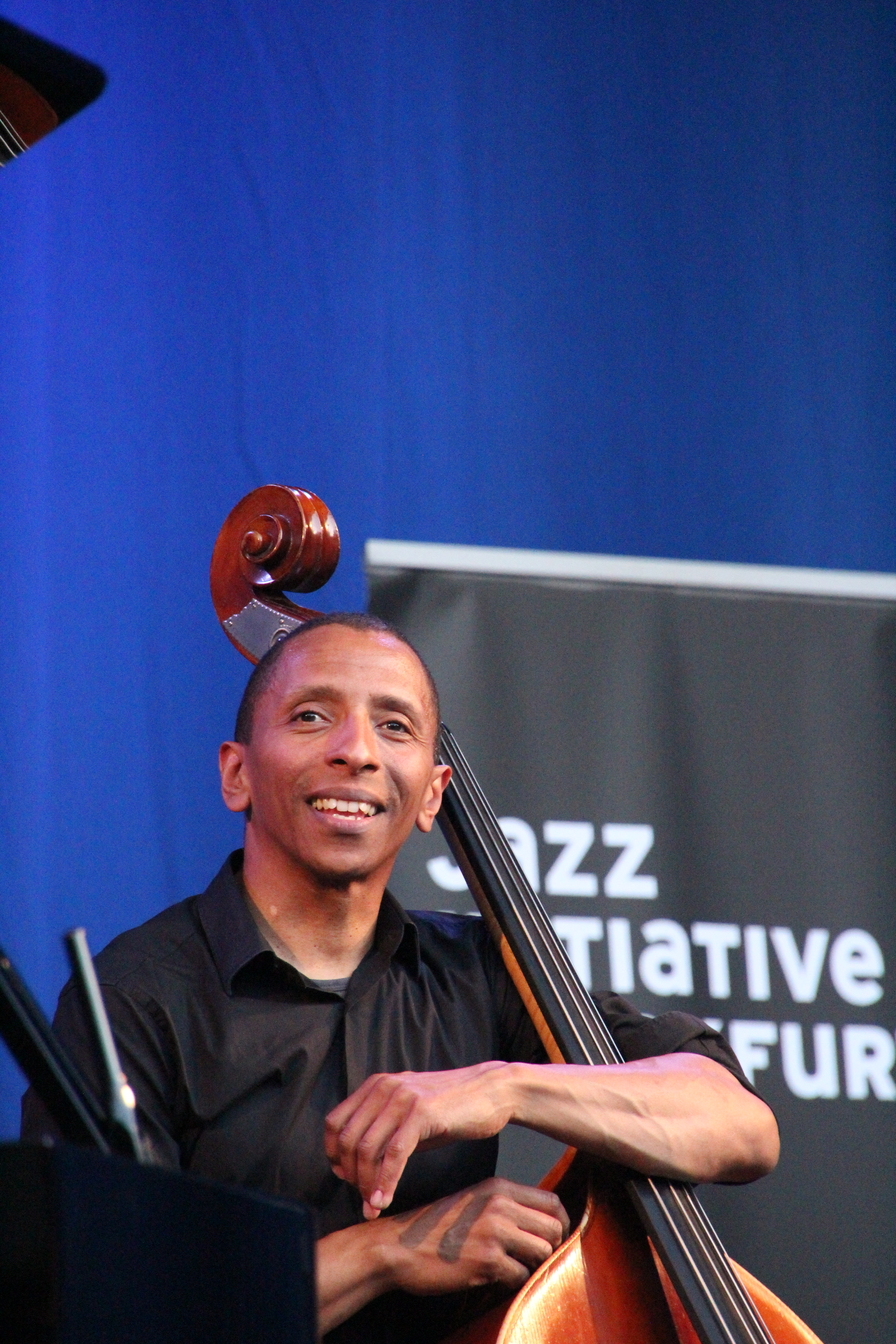
Omar Rodriguez Calvo (2016)

## Diskographische Hinweise
- Carlos Mazas: Zapatos Kiko (EMI 1992)
- Ben Lierhouse Project: Parsifal Goes La Habana (Gateway4m 2003, mit Tim Rodig, Ramón Valle, Wolf Kerschek u. a.)
- Ramón Valle Trio: No Escape (ACT 2003; mit Liber Toriente)[1]
- Classica Cubana (2007 mit Joaquín Clerch, Pancho Amat, Anette Maiburg, Alexander Raymat)
- Leon Gurvitch: Eldorado (2009)
- Wolf Kerschek & Matthias Höfs: Adventures of a Trumpet (2010)
- Aino Löwenmark: Human (Traumton 2015)
- Christoph Busse Quartet: The Velvet Gentleman: Satie (Laika 2018)
- Triosence: Scorpio Rising (Okeh 2019)